# جلقران
جلقران هي قرية في مقاطعة أرومية، إيران. يقدر عدد سكانها بـ 580 نسمة بحسب إحصاء 2016.